# Plan O
Plan O is de aanduiding voor een nooit gebouwde rijtuigserie van de Nederlandse Spoorwegen (NS). Het AB rijtuig is in 1957 voor de NS ontworpen door ir. W. de Steur van ˞Allan & Co. Ze vielen op door hun ramen met ronde zijkanten, dit kwam door de constructie met diagonale balken die meer stevigheid boden zonder het gewicht aanzienlijk te verhogen. Werkspoor heeft ook een meer klassiek ontwerp gemaakt en in 1958 twee proefdraaistellen gefabriceerd die tijdelijk onder rijtuig Bc10 7025 van Plan N terecht kwamen. Het ontwerp van deze twee proefdraaistellen vertoont grote overeenkomst met de latere (loop)draaistellen voor het materieel van de Plannen U, T, V en W.